# Adolf Hennecke

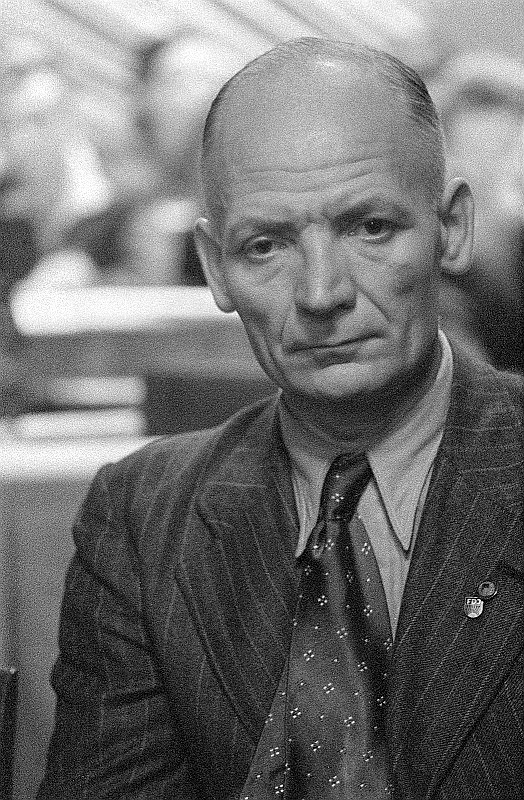
Adolf Hennecke (1949)

Adolf Hennecke (* 25. März 1905 in Meggen, Westfalen; † 22. Februar 1975 in Berlin) war ein deutscher Bergmann und späterer FDGB- und SED-Funktionär, der in der SBZ bzw. DDR aufgrund von Normübererfüllung ab 1948 medienwirksam zum Symbol eines erfolgreichen Arbeiter-und-Bauern-Staates stilisiert wurde. Er war Namensgeber der Hennecke-Bewegung in der DDR.

## Leben

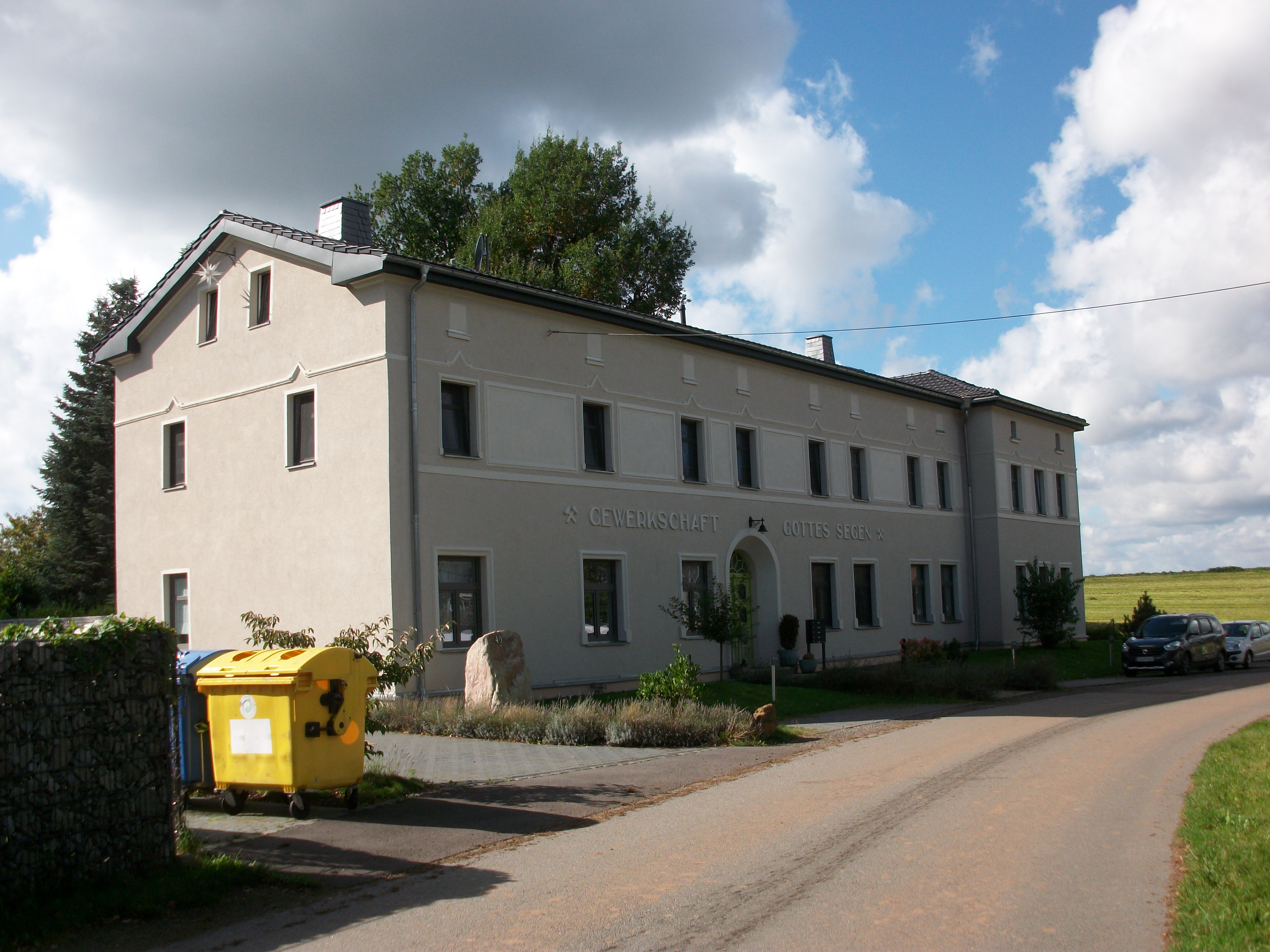
Verwaltungsgebäude des Gottes-Segen-Schachts in Lugau, Wohnhaus von Adolf Hennecke nach dem Zweiten Weltkrieg

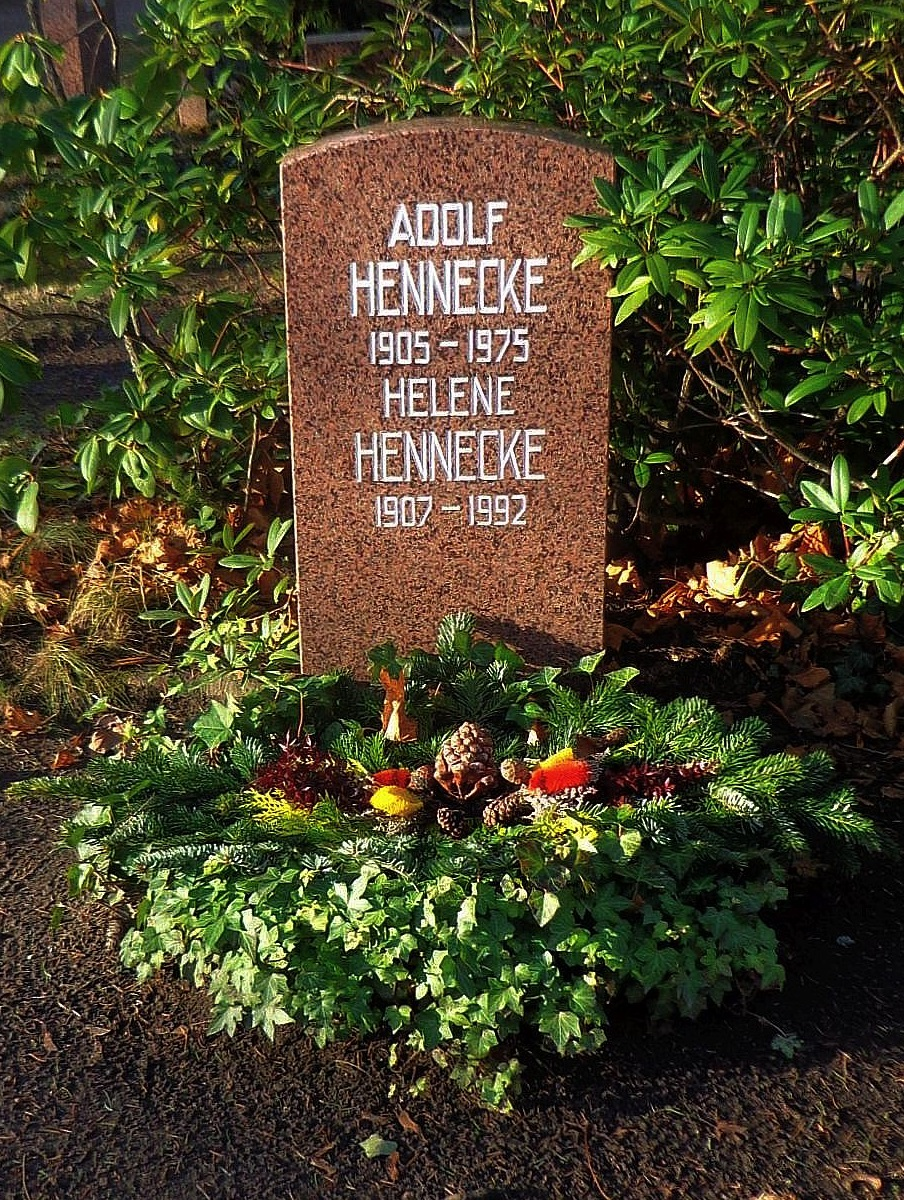
Grab von Adolf und Helene Hennecke auf dem Zentralfriedhof Friedrichsfelde in Berlin

Hennecke war der Sohn eines Bergmanns und wuchs nach dem Tod seiner Eltern bei seinem Onkel auf. Nach der Schule absolvierte er von 1919 bis 1922 eine kaufmännische Lehre. Ab 1925 arbeitete er als Bergmann und wechselte 1926 in den sächsischen Steinkohlenbergbau nach Oelsnitz/Erzgeb. 1931 trat er in die Revolutionäre Gewerkschafts-Opposition und nach dem Zweiten Weltkrieg 1946 in die SPD ein und wurde mit der Zwangsvereinigung von SPD und KPD SED-Mitglied. 1948 wurde er in die Betriebsgewerkschaftsleitung gewählt und war Mitglied der Wettbewerbskommission des Karl-Liebknecht-Werkes sowie im Verwaltungsrat der VVB Kohle. 1950 wurde Hennecke zum Studium an die Bergakademie Freiberg delegiert.
Im Oktober 1950 wurde er in die Volkskammer der DDR gewählt.
Später wurde Hennecke leitender Mitarbeiter der Staatlichen Plankommission der DDR und war bis zu seinem Tod Mitglied des Zentralkomitees der SED. Er wurde in der Grabanlage „Pergolenweg“ der Gedenkstätte der Sozialisten auf dem Zentralfriedhof Friedrichsfelde in Berlin-Lichtenberg, beigesetzt.

## Leistungen

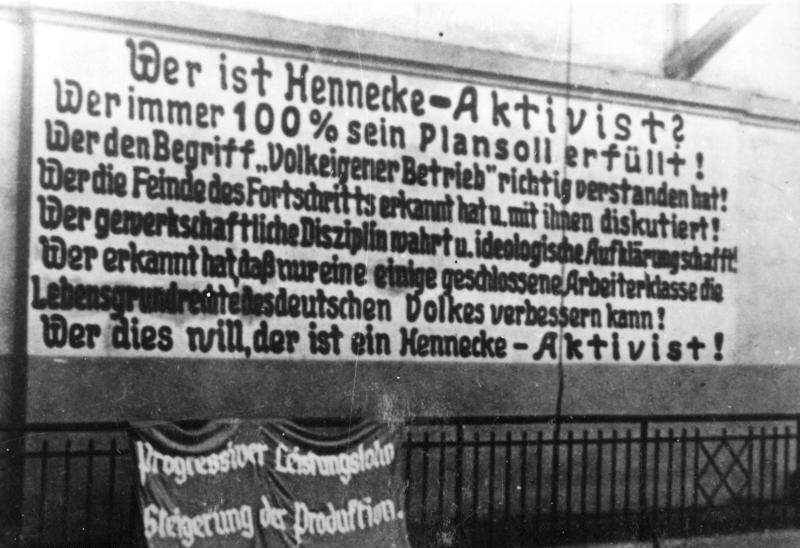
Plakat der Hennecke-Aktivistenbewegung 1948

Ursprünglich war eine Hochleistungsschicht im Uranbergbau vorgesehen, die der aktive Genosse, Hauer, Brigadier und Obersteiger, und zu den ersten Vertretern der Neuererbewegung gehörende Sepp Wenig fahren sollte und dazu auch bereit war. Die SED trug aber internen Bedenken Rechnung, dass sich der Nachname des Genossen – „Wenig“ – wenig für Kampagnen jeder Art eignen würde. Der jüngere Bergmann Franz Franik, nunmehr aus dem Steinkohlenbergbau, wiederum lehnte die Durchführung einer Hochleistungsschicht ab, da er die Reaktionen seiner Kollegen auf die „von oben“ angeordnete Sonderschicht fürchtete. Danach wurde Adolf Hennecke vom Revierdirektor ausgewählt, um nach dem Vorbild des sowjetischen Bergmanns Alexei Stachanow eine Aktivistenbewegung in der Sowjetischen Besatzungszone (später DDR) zu initiieren. Hennecke war 43 Jahre alt, SED-Mitglied und hatte eine Parteischule besucht. Anfangs weigerte er sich, da er befürchtete, dass ihm die Arbeitskollegen diese Aktion übelnehmen könnten (was dann auch in Form des Rufes Normbrecher geschah). Aber später erklärte er sich bereit, seine Hochleistungsschicht zu fahren.
Hennecke fuhr in den Karl-Liebknecht-Schacht des Lugau-Oelsnitzer Steinkohlenreviers ein und förderte am 13. Oktober 1948 statt der üblichen 6,3 Kubikmeter (Hauer-Norm) in einer gut vorbereiteten Schicht 24,4 Kubikmeter Kohle. Die Abbaustelle hatte er sich am Tag zuvor ausgesucht. Damit erfüllte er die Arbeitsnorm mit 387 Prozent. Für diese Leistung erhielt Hennecke 1,5 Kilogramm Fettzulage, drei Schachteln Zigaretten, eine Flasche Branntwein, 50 Mark Geldprämie sowie einen Blumenstrauß des Kollektivs. Diese Normübererfüllung wurde zum Auslöser der sogenannten Hennecke-Bewegung.

## Ehrungen
Ein Jahr nach seiner Rekordschicht erhielt Hennecke 1949 als eine der ersten Personen den neu gestifteten Nationalpreis der DDR I. Klasse, der mit 100.000 Mark dotiert war. 1965 und 1970 wurde er mit dem Vaterländischen Verdienstorden in Gold geehrt und 1964 mit dem Karl-Marx-Orden ausgezeichnet.
Nach ihm wurden Schulen in Dessau, Oelsnitz/Erzgeb., Bitterfeld und Neubrandenburg, die Jugendherberge in Hormersdorf und Straßen (z. B. in Senftenberg und Berlin-Marzahn) benannt.

## Darstellung Henneckes in der bildenden Kunst der DDR
- Bernhard Kretzschmar: Adolf Hennecke (Öl, 65 × 80 cm, 1959)[13]
- Rainer Menschik (* 1943): Aktivist Adolf Hennecke (Druckgrafik, um 1988)

## Hennecke-Aktivisten

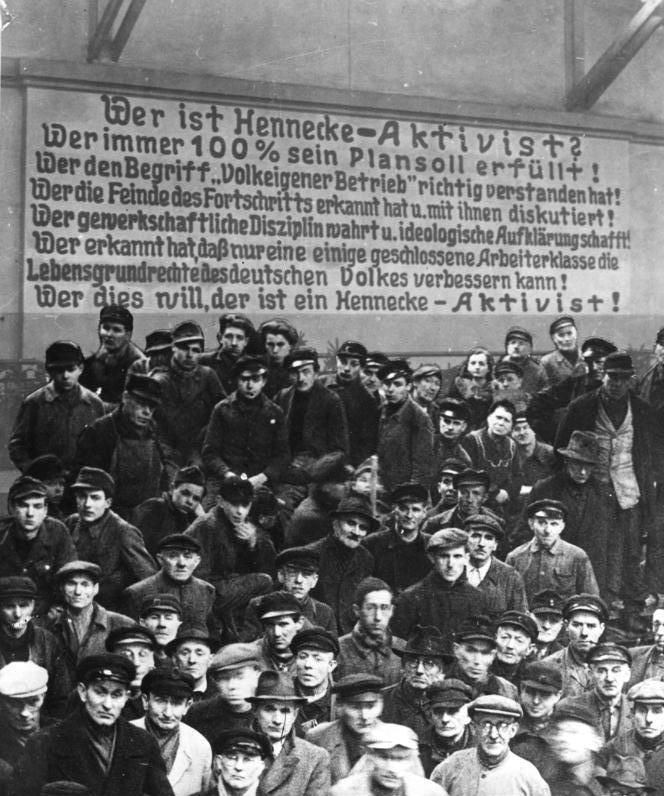
Propagandaplakat der Bewegung (Fotomontage mit einmontierten Arbeitern)

Der 13. Oktober wurde in der SED-Geschichtsschreibung zum Jahrestag der bahnbrechenden Tat Adolf Henneckes und in der DDR als Tag der Aktivisten gefeiert.
Die erste Hennecke-Aktivisten-Konferenz des FDGB fand am 4. und 5. Februar 1949 in Ost-Berlin in der Deutschen Staatsoper (später Metropol-Theater im Admiralspalast) statt. Zum Themenkreis der 1200 Hennecke-Aktivisten aus der Sowjetischen Besatzungszone Deutschlands und aus Berlin gehörten u. a. Fragen des Leistungslohns und die Entwicklung der Aktivistenbewegung zu einer Massenbewegung.

## Ähnliche Rekorde
Die Weberin Frida Hockauf erreichte eine entsprechende Planübererfüllung in der Weberei Zittau.

## Schriften
- mit Boleslaw Zagala, Gertrud Tzschoppe: Der Steiger führt. Kinderbuchverlag, Berlin 1952 (Vorwort).
- mit Herbert Deeg: Aktivisten zeigen den Weg… Die Wirtschaft, Berlin 1948.